# Tempo (korfbalvereniging)
K.V. Tempo is de korfbalclub uit Alphen aan den Rijn. Met rond de 500 leden hoort K.V. Tempo bij de grootste korfbalclubs van Nederland. Het vlaggenschip van K.V Tempo komt uit op het één na hoogste niveau van Nederland. Tempo is uniek om 80% van de selectie uit zelf-opgeleide spelers te laten bestaan. Hierin onderscheidt Tempo zich met veel andere korfbalclubs in de top. Het streven is dat alle eerste teams van de jeugdopleiding van KV Tempo uitkomen op het hoogste jeugdniveau van Nederland en jaarlijks om de prijzen spelen.

## Historie
Op 25 juli 1956 werd Korfbalvereniging Tempo opgericht. De naamgeving is te danken aan de echtgenote van Herman Groenendijk (een oprichter en de eerste voorzitter). In 1970 verhuisde Tempo naar de locatie Nieuwe Sloot. In 1978 verhuisde de vereniging naar de huidige locatie in Sportpark Zegersloot-Zuid aan de Olympiaweg 2A. De vereniging telt sinds 1997 rond de 500 leden, waarvan ongeveer 60% jeugdleden is. Aan de Olympiaweg beschikt Tempo inmiddels over vijf (5) kunstgrasvelden en natuurlijk ook over kleedkamers en een kantine. De eerste twee (2) kunstgrasvelden zijn in 1996 aangelegd. Voor de zaal huurt Tempo tegenwoordig de Limeshallen in Alphen aan den Rijn. In de zomer van 2021 heeft Tempo het geheel gerenoveerde clubhuis, inclusief nieuwe kleedkamers, in gebruik genomen aan de Olympiaweg. Met dit hypermoderne clubhuis kan Tempo weer jaren vooruit.

## Korfbal League
In 2019 verraste Tempo vriend en vijand door kampioen te worden van de Hoofdklasse. Nadat Tempo vervolgens ook KCC uit Capelle in de play-downs versloeg, promoveerde Tempo 1 naar het hoogste niveau in Nederland ; de Korfbal League. Na de promotie koos Tempo bewust ervoor om vast houden aan het clubbeleid van zelfopgeleide spelers. Hierdoor werd handhaving in de Korfbal League een moeilijk verhaal. Het speelde in de Korfbal League seizoen 2019-2020, maar eindigde als onderste. Hierdoor was directe degradatie een feit. Vanaf seizoen 2021/2022 speelde Tempo weer Hoofdklasse. In het zaalseizoen 2022/2023 zal Tempo uitkomen in de (tussengevoegde) Korfbal League 2   

## Tempo 1 21/22
| Nr. | Naam                         | Geslacht |
| --- | ---------------------------- | -------- |
| 1   | Rosanne Wolvers              | V        |
| 2.  | Elma Schreuder (geblesseerd) | V        |
| 3.  | Anne Otte                    | V        |
| 4.  | Rosanne Visscher             | V        |
| 5.  | Edwin van der Weijde         | M        |
| 6.  | Tom Steenbeek                | M        |
| 7.  | Jelle Steenbeek              | M        |
| 10. | Hannah Klijn                 | V        |
| 14. | Marjolein Vonk               | V        |
| 15. | Stijn Eilers                 | M        |
| 28. | Mats Blessing                | M        |